# Côtes de la Manche
Die Côtes de la Manche ist ein französisches Forschungsschiff des CNRS-INSU.

## Allgemeines
Das Schiff wurde auf der Werft Socarenam in Boulogne-sur-Mer gebaut und im April 1997 abgeliefert.
Die Schiffsbesatzung besteht aus sieben bis acht Personen. Bei längeren Fahren ist an Bord für acht weitere Personen Platz. Auf Tagesfahrten, bei denen sich das Schiff nicht weiter als 20 Seemeilen von der Küste entfernt, können elf weitere Personen eingeschifft werden. Das Schiff ist für Fahrten bis zu 200 Seemeilen vor der Küste zugelassen. Es kann bis zu zehn Tage auf See bleiben.
Das Schiff wird in erster Linie im Ärmelkanal für verschiedene Forschungsaufgaben eingesetzt.

## Technische Daten und Ausstattung
Der Antrieb des Schiffes erfolgt durch einen Poyaud-Dieselmotor mit 552 kW Leistung (Typ: UD 25V12), der auf einen Propeller wirkt. Für die Stromerzeugung stehen ein Dieselgenerator mit 75 kVA Scheinleistung und ein Dieselgenerator mit 50 kVA Scheinleistung zur Verfügung.
An Bord befinden sich zwei Laborräume, ein 9,4 m² großes Nasslabor und ein 7 m² großes Mehrzwecklabor. Hinter den Decksaufbauten mit dem Steuerhaus befindet sich ein 22 m² großes, offenes Arbeitsdeck. Hier ist ein Stellplatz für einen 10-Fuß-Container vorhanden.
Das Schiff ist mit verschiedenen Winden sowie Sonar, Echolot und weiteren für die Forschung benötigten Geräten ausgerüstet. Auf der Steuerbordseite befindet sich ein Kran, der etwa eine Tonne heben kann. Außerdem verfügt das Schiff über einen schwenkbaren Heckgalgen.